# Rubicundiella simplicior
Rubicundiella simplicior är en stekelart som beskrevs av Heinrich 1961. Rubicundiella simplicior ingår i släktet Rubicundiella och familjen brokparasitsteklar. Inga underarter finns listade i Catalogue of Life.